# 青梅竹馬是人魚姬！？
《青梅竹馬是人魚姬！？》，是由賈船和TALESSHOP合作開發的文字冒險遊戲，2016年7月7日於iOS和Android平台上架，2018年9月8日推出Microsoft Windows版，2019年2月28日推出任天堂Switch版，並從中導入Live2D技術。

## 遊戲內容
遊戲劇情在描述歸鄉的男主角「博人」與自己的青梅竹馬「衣音」相遇，但衣音已經變成了人魚，而博人也相識了跟衣音同為人魚但失去記憶的少女「平坦子」以及負責照顧人魚但身上充滿謎團的雙重人格巫女「凜」，就這樣故事以人魚傳說為中心，博人與人魚以及巫女共同度過了一場奇幻暑假。

## 角色
衣音（配音：渕上舞）
遊戲女主角，是博人幼時的青梅竹馬，再次在鄉下相遇時已成人魚，個性內向，不擅長使用言語來表達情感，偶而會對博人使用魚鰭做出像是攻擊的行為。
平坦子（配音：洲崎綾）
博人和衣音遇到的人魚，雖然看起來是個活潑開朗的普通少女，但不知為何她的記性十分的差，幾乎很多記下來的事情隔天馬上就會忘記，不知道是不是人魚本身的特性，但是她本人也不會對此十分在意，一直都愉快的生活著。
凜（配音：華山梨彩）
在渡來人所建造的神社擔任巫女，與衣音以及平坦子是共同的朋友，似乎會照顧這兩名人魚。力量十分的強大，也擁有被神明附身的能力，因此自身擁有本人的人格以及神明的人格。

## 外部連結
- 《青梅竹馬是人魚姬》日文官方頁面 （页面存档备份，存于）
- 《青梅竹馬是人魚姬》中文官方頁面 （页面存档备份，存于）